# Pont ferroviaire

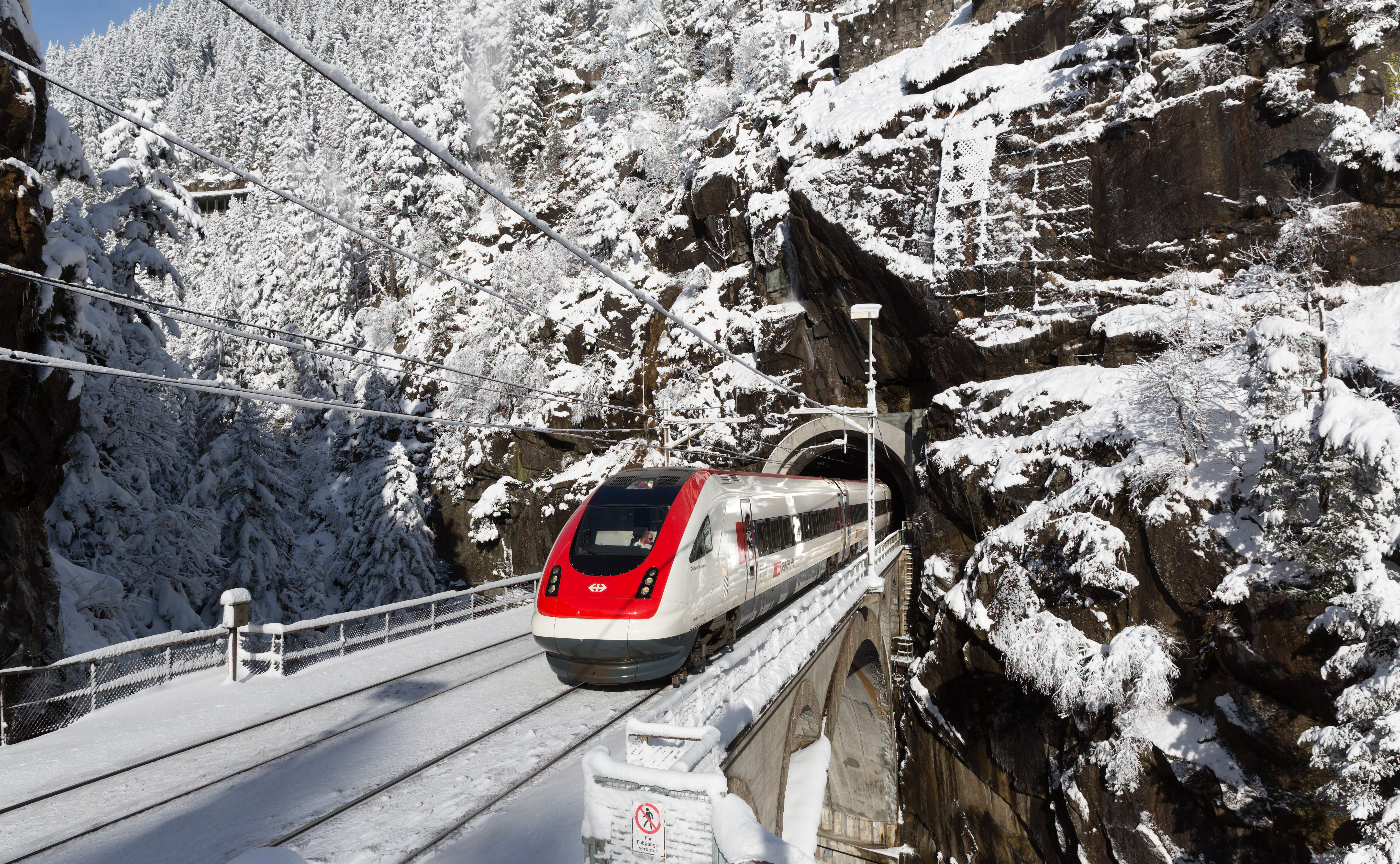
Pont à la sortie d'un tunnel, sur la ligne du Gothard, en Suisse.

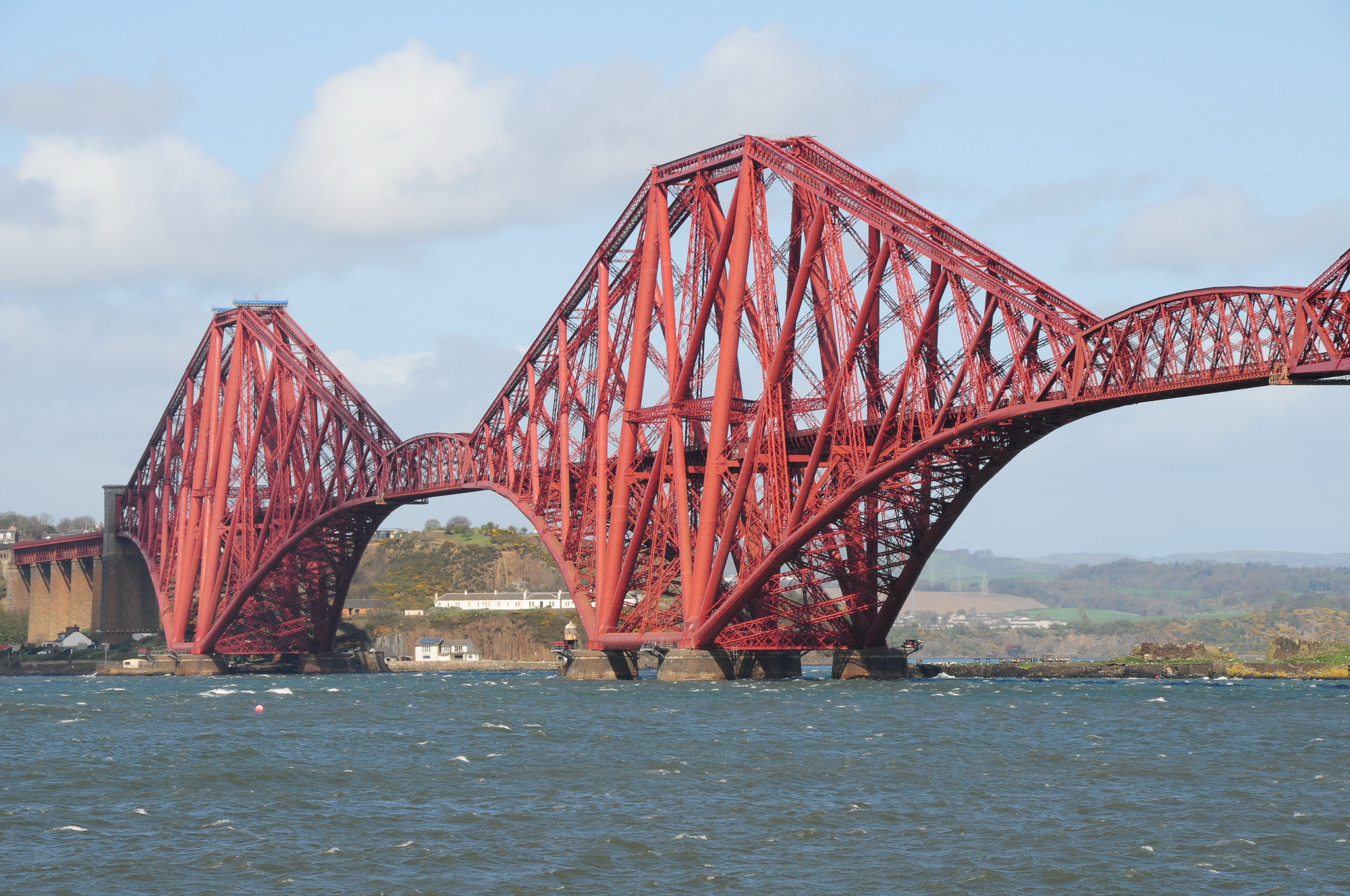
Le pont du Forth en Écosse est mis en service en 1890. Long de plus de 2.5 km, il franchit le bras de mer du Firth of Forth.

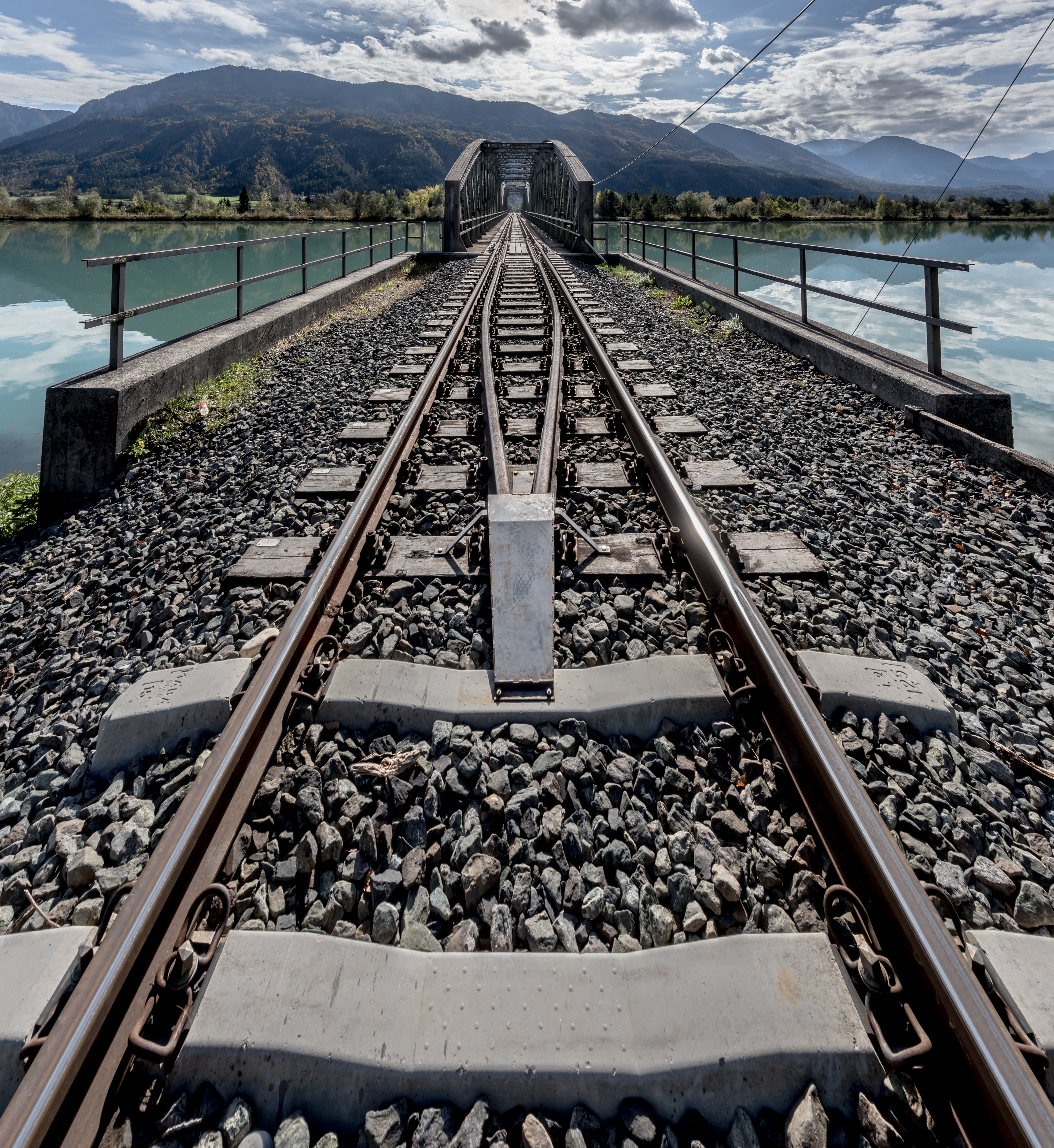
Entrée du pont ferroviaire du Ferlacher Stausee, sur la Drave, près de Ferlach, en Carinthie autrichienne.

Un pont ferroviaire, ou pont-rail, est un pont construit pour supporter une ligne de chemin de fer et permettre le passage de trains.
Certains ponts ferroviaires peuvent supporter également des voies pour piétons et cyclistes ou des chaussées pour véhicules automobiles (camions, voitures). On parle alors de ponts mixtes (exemple : Pont de Chaotianmen en Chine).

## Ponts ferroviaires remarquables

### En France
- Le viaduc de Garabit, au-dessus de la Truyère, construit entre 1880 et 1884 par la société Gustave Eiffel, sur le territoire de la commune française de Ruynes-en-Margeride, dans le Cantal.
- Pont ferroviaire de Lessart sur le territoire de la commune française de La Vicomté-sur-Rance, dans le département des Côtes-d'Armor, notables pour leurs vestiges archéologiques et le bombardement américain du 13 juin 1944.
- Pont de Cassagne (dit aussi Pont Gisclard) de la ligne de Cerdagne, est le dernier pont suspendu ferroviaire de France situé sur une ligne exploitée.
- Viaduc du Viaur, conçu par Paul Bodin et inauguré en 1903.
- Viaduc de Caronte, construit au début du XXe siècle puis reconstruit après guerre.
- Viaduc des Fades, mis en service en 1909.
- Viaduc de Saint-Chamas, mis en service en 1848.
- Viaduc de Cize-Bolozon, mis en service en 1875 et reconstruit en 1945/1946.
- Viaduc d'Eauplet, qui permet à la ligne Paris - Le Havre de franchir la Seine en amont de Rouen, reconstruit en 1945.
- Pont du Bois-Monzil[1] situé sur la limite communale entre Villars et Saint-Priest-en-Jarez (Loire). C'est un pont en maçonnerie qui n'est pas remarquable par son architecture mais par son ancienneté : héritage de la première ligne de chemin de fer de France, il a été mis en service en 1827 et est donc le plus ancien pont ferroviaire d'Europe continentale subsistant . À ce titre il a été inscrit au monument historique par l'arrêté du 4 octobre 2001.
- Viaduc de Serrouville situé sur l'ancienne ligne de Valleroy - Moineville à Villerupt-Micheville sur le territoire de la commune de Serrouville, dans le département de Meurthe-et-Moselle, en région Lorraine.
- Pont Séjourné  ou pont de Fontpédrouse est un viaduc ferroviaire permettant à la ligne de Cerdagne de franchir la Têt. Il enjambe également la route nationale 116. Il a été conçu par Paul Séjourné, ingénieur des Ponts et Chaussées.
- Viaduc de Corbière, pont ferroviaire qui franchit la route départementale 568 (Marseille - Martigues) et le vallon de Corbière, au nord-ouest de la commune de Marseille.

### Hors de France
- Pont Danyang-Kunshan, en Chine, plus long pont-viaduc ferroviaire depuis 2011 avec 164,8 km, supporte la LGV Pékin - Shanghai
- Pont sur la rivière Kwaï en Thaïlande, jalon de la voie ferrée de la mort, dont la construction sous l'occupation japonaise inspira le roman et le film intitulés « Pont de la rivière Kwaï ».
- Pont de Québec, plus long pont de type cantilever au monde quant à sa portée libre.
- Pont du Forth, à quatorze kilomètres à l’ouest de la ville écossaise d’Édimbourg, deuxième plus long pont de type cantilever au monde quant à sa portée libre (le premier étant le pont de Québec) et le premier de grande taille jamais construit.
- Pont Victoria, premier pont à franchir le fleuve Saint-Laurent et considéré comme la huitième merveille du monde lors de son époque de construction par le fait qu'il fut le plus long pont ferroviaire à être construit.
- Viaduc de Grandfey, un des plus grands ponts de Suisse ; bel exemple de pont initialement tout métallique mis en service en 1862, puis entièrement enrobé de béton en 1927.

...